# Eudoxia Láscaris
Eudoxia Láscaris Asen, en griego Ευδοκία Λασκαρίνα Aσανίνα Eudoxia Laskarina Asanina, (Nicea, 1248-Zaragoza? 1311). Princesa bizantina más conocida en la Corona de Aragón como 'Irene' Láscaris.

## Antecedentes familiares
Fue la cuarta hija del emperador de Nicea Teodoro II Láscaris y su esposa la princesa Helena de Bulgaria. Era hermana de la princesa María Láscaris y del futuro emperador Juan IV Ducas Láscaris, sucesor de su padre.

## Nupcias y descendientes
Por orden del emperador bizantino Miguel VIII Paleólogo, se casó el 25 de julio de 1261 con el conde Guillermo Pedro I de Ventimiglia. La unión de ambos formó la poderosa familia Láscaris de Ventimiglia. Sus hijos fueron:
- Juan Láscaris de Ventimiglia, heredero universal del patrimonio familiar.
- Jaime Láscaris de Ventimiglia.
- Otto Láscaris de Ventimiglia.
- Lucrecia (o Láscara), casada con Arnau Roger I de Pallars Sobirá, Conde de Pallars.
- Beatriz, casada con Guillem de Montcada, Senescal de Cataluña y señor de Fraga.
- Vatatzés, al servicio de la reina de Portugal Isabel de Aragón y Sicilia.
- Violante, casada con Pedro de Ayerbe, un nieto de Jaime I de Aragón.

## Biografía
Pasa la infancia con su familia como princesa de Nicea hasta que se casó con el conde de Ventimiglia. Antes de cumplir 30 años, fue repudiada por su marido. Entonces fue acogida, junto con sus cinco hijos y Constanza Augusta, en la corte de Jaime I, que le otorgó rentas en el Reino de Valencia y poderes sobre el barrio judío de Barcelona.
Ella se casó por segunda vez, esta vez con Roger Arnau, conde de Pallars Sobirá. Después de su muerte en 1288 Eudoxia tuvo un romance con el almirante Bernat de Sarrià, lo cual llevó al rey a exiliarla de la corte.
Tenía la residencia en Játiva pero con frecuencia hacía estancias en Zaragoza y en Castellón, donde viajaba en misiones diplomáticas al servicio del rey Jaime II.
Cuando contaba aproximadamente 50 años, en 1296, fundó un convento de monjas clarisas y el Santuario de la Serra en Montblanch, donde ingresó en ella hasta el 1306. Antes de partir, sin embargo, dio una imagen italiana policromada de la Virgen que aún se puede admirar hoy en día en el mismo santuario.
Poco después murió y fue enterrada en el convento de dominicos de Zaragoza.